# Phanerotoma texana
Phanerotoma texana är en stekelart som beskrevs av Herbert Zettel 1992. Phanerotoma texana ingår i släktet Phanerotoma och familjen bracksteklar. Inga underarter finns listade i Catalogue of Life.